# Santiago Caputo
Santiago Luis Caputo (Buenos Aires, 11 de julio de  1985) es un consultor político argentino. Es asesor del presidente Javier Milei y contribuyó al desarrollo estratégico de su campaña en las elecciones presidenciales de 2023.
Periodistas lo han apodado «El Mago del Kremlin», destacando las similitudes en su forma de actuar con el protagonista de la obra homónima, Vadim Baranov, personaje basado en Vladislav Surkov, asesor de Vladímir Putin.

## Biografía

### Familia
Nació en la ciudad argentina de Buenos Aires, segundo hijo de Claudio Caputo Peña, presidente del Colegio de Escribanos de la ciudad, y María Spinetto Bory. Sus ancestros eran inmigrantes italianos, españoles, franceses y alemanes que se establecieron en Argentina.
Por el lado paterno, es sobrino segundo de Luis Caputo, ministro de Economía de la Nación, y de Nicolás Caputo, empresario y titular del Grupo Caputo, descendientes de Nicolás Caputo Lauría, comerciante y constructor italiano nacido en Potenza y radicado en Buenos Aires, patriarca de la familia en Argentina.
También estaría relacionado con Dante Caputo, excanciller durante la presidencia de Raúl Alfonsín.
Santiago Caputo está casado con Ángeles María Garbers Adamoli, economista e hija de Gustavo Garbers del Campo y Margarita Adamoli. Tienen dos hijos: Olivia (nacida en 2018) y Conrado (nacido en 2023). Conrado fue mencionado por Javier Milei en el cierre de su campaña presidencial de 2023, felicitando en público a su padre por su nacimiento.

### Formación
Realizó su formación primaria y secundaria en el Colegio Manuel Belgrano, en el barrio homónimo de Buenos Aires, donde conoció a Ramiro Marra. Según Rodis Recalt  "a los 14 años Caputo dejó el colegio Manuel Belgrano, para continuar en el Esquiú, también ubicado en Belgrano. A los 16 lo tuvieron que cambiar otra vez, por problemas de conducta y de rendimiento estudiantil: se había llevado todas las materias de cuarto año, por lo que sus padres decidieron que rindiese libre cuarto y quinto, para poder terminar el secundario a tiempo". Cursó tres años de Ingeniería informática en la Universidad de la Defensa Nacional, pero dejó la carrera para comenzar la licenciatura en Ciencia política en la Universidad de Buenos Aires (UBA), la cual no completó.

## Trayectoria
Mientras estudiaba Ciencia política en la UBA, Caputo inició su carrera en comunicación política como parte del equipo del consultor ecuatoriano Jaime Durán Barba. Fue contratado por Move Group, una empresa de asesoría política y empresarial. donde trabajó junto a Guillermo Garat, fue promovido de consultor a socio. Entre las figuras que asesoró se encuentran Jorge Triaca, entonces ministro de Trabajo de la Nación, y María Eugenia Vidal, gobernadora de Buenos Aires.

### Campaña presidencial de 2023
Caputo se integró al equipo de comunicación y estrategia de Javier Milei en 2021, durante su candidatura a diputado en las elecciones legislativas 2021, en las que Milei obtuvo una banca nacional por la Ciudad de Buenos Aires. A medida que ganó la confianza de Milei, Caputo asumió responsabilidades más relevantes. Según destacaron las figuras principales de la coalición La Libertad Avanza [¿quién?] su papel fue clave en la consolidación y triunfo electoral en la segunda vuelta electoral de la fórmula Milei-Villarruel en las elecciones de 2023.

### Asesor presidencial
El 26 de enero de 2024, Karina Milei, secretaria general de la Presidencia, aprobó la designación de Santiago Caputo como asesor del Poder Ejecutivo Nacional.  Caputo ha ocupado el cargo de asesor del gobierno desde entonces.

## Controversias
En octubre de 2024, Caputo apareció como el centro de un escándalo político luego de que una nota del diario La Nación escrita por Maia Jastreblansky revelara que una fundación secreta de La Libertad Avanza fue creada para recaudar fondos, formar candidatos y ampliar la recaudación con la mira en las elecciones del año entrante, manejada de manera solapada (sin un lanzamiento oficial) por Santiago Caputo, quien coordina los pormenores jurídicos, planifica acciones y coordina la recepción de los aportes privados; además, el portal La Política Online reveló que la organización y su sello son manejados también por el hermano mayor del asesor presidencial, Francisco Caputo. La fundación no terminó de diseñarse pero sí sus objetivos: a través de ella, los Caputo preparan encuentros con empresarios y les piden entre 20 mil y 40 mil dólares por cabeza, según comentó a LPO un dirigente libertario al tanto de la movida. Ese voucher permite a los empresarios tener una reunión con Milei y con el equipo económico de Luis "Toto" Caputo, muy necesario para agilizar temas económicos y empresariales en el Estado. Lo llamativo es que les piden a los donantes que facturen. Los empresarios suelen aportar en negro para las campañas y son reacios a dejar los dedos marcados. '"Algunos van a aportar, pero siempre te queda el miedo que después te denuncien por lavado de activos"', afirmó a LPO un empresario al tanto de la movida. Como en tantas otras cosas, Santiago Caputo aplica métodos utilizados antes por el partido PRO, donde hizo sus primeros pasos como consultor.